# Escoles Agràries de Catalunya
Les escoles agràries de Catalunya integren la xarxa d'escoles del Servei de Formació Agrària del Departament d'Agricultura, Ramaderia, Pesca i Alimentació (DARP) de la Generalitat de Catalunya. Composta per 14 escoles distribuïdes per tot el territori, la seva missió és la professionalització del sector agroalimentari, a partir de la millora de la qualificació professional dels agricultors i de les persones que viuen en el món rural.

## Història[1]

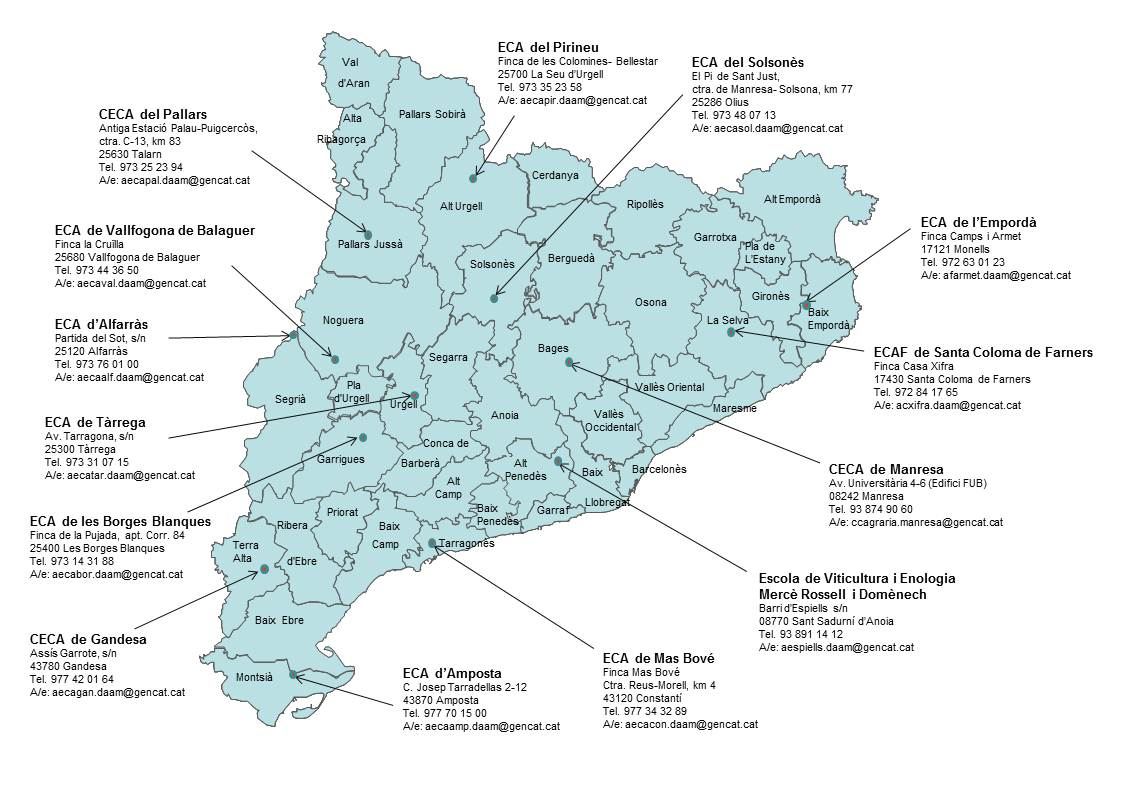
Distribució territorial de les escoles

L'any 1943 es crea el Servei d'Extensió Agrària, depenent del Ministeri d'Agricultura. Aquest servei comença a desenvolupar cursos de qualificació en matèria agrària amb la finalitat d'especialitzar i perfeccionar l'obrer agrícola. Posteriorment, la formació professional agrària s'iniciarà l'any 1953, amb dues vessants específiques, per una banda la formació agrària de cicle curt destinat a la formació d'obrers agrícoles i per una altra, la formació agrària de cicle llarg dirigida a la formació de capatassos agrícoles.
A partir de la regulació de les "Escuelas de Capataces Agrícolas" a tot l'estat, l'any 1971, s'incorpora la formació professional agrària reglada, amb la formació de capatassos agrícoles i forestals. A Catalunya, la primera escola de capacitació agrària és l`EA Alfarràs (1972), després, amb els traspassos de competències a les autonomies, quedarà integrada al Servei de Capacitació Agrària. Posteriorment, s'adscriuran les diferents escoles i així el servei s'anirà organitzant i creixent a mesura que es vagi aprovant i publicant al DOGC normativa agrària.
L'any 1980 es crea per part de la Generalitat de Catalunya, i dins del Departament d'Agricultura, Ramaderia i Pesca, el Servei de Capacitació Agrària, més endavant anomenat Servei de Formació Agrària (any 2002) amb la missió de programar, coordinar, supervisar i avaluar les actuacions en matèria de formació agrària que duen a terme les escoles i centres, controlant la seva gestió, per tal de millorar els coneixements i el reciclatge dels agricultors i gent que viu del món rural, tant en l'àmbit de la formació inicial (reglada) com la formació contínua.

## Formació inicial[2]
Les escoles compten, en general, amb una especialització i orientació, sempre en funció de la seva situació geogràfica, o de la seva història. En aquest marc es desenvolupen els cicles formatius, de grau mitjà i superior, de les famílies professionals següents:
- Activitats agràries
- Indústries alimentàries
- Activitats físiques i esportives

En general, aquests cicles tenen una durada de 2000 hores. Tots els cicles inclouen pràctiques en empreses, amb una durada variable, entre 383 i 440 hores, que es poden realitzar a l'estranger.

## Centres

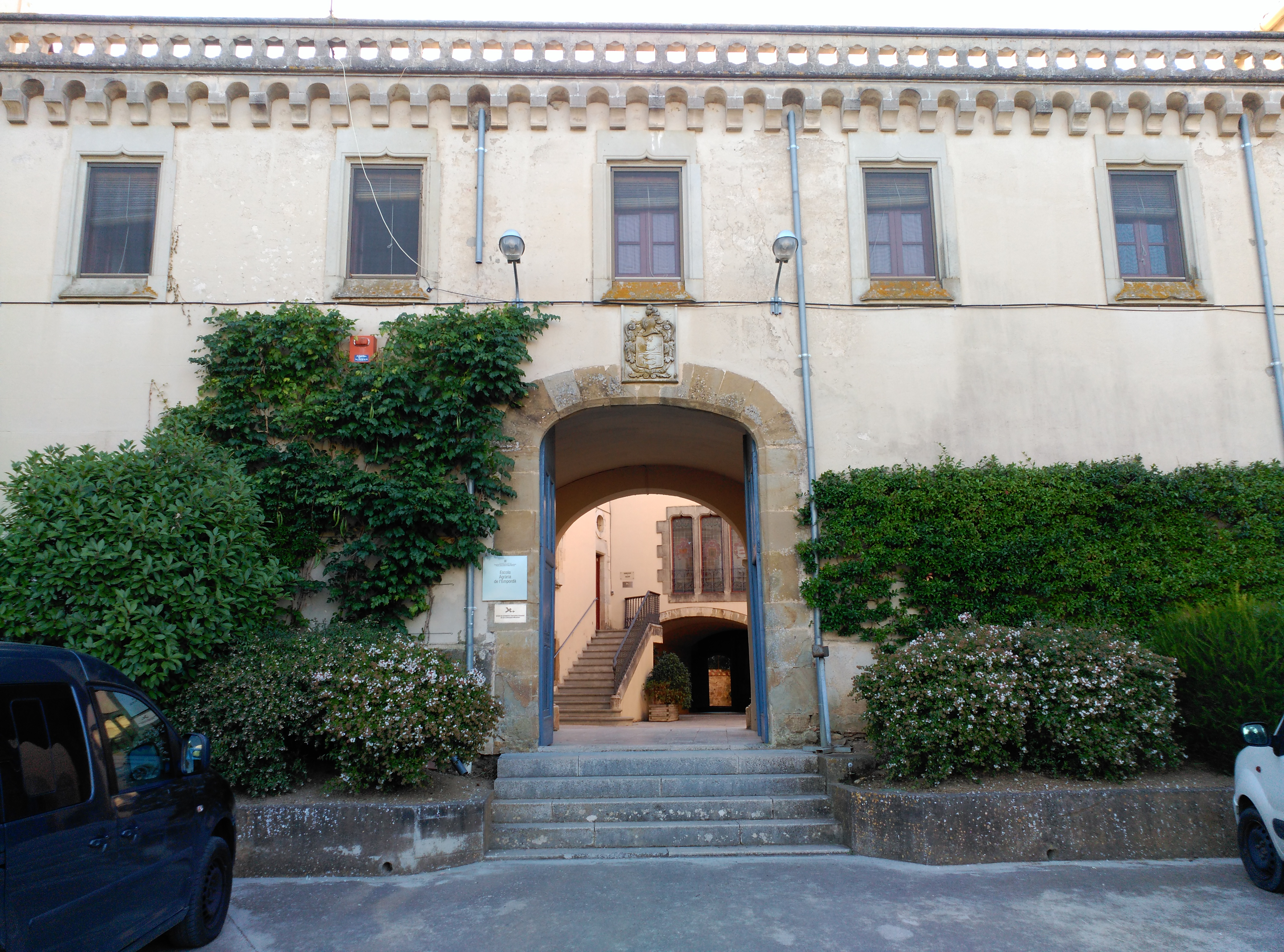
Escola Agrària Empordà (Monells, Baix Empordà)

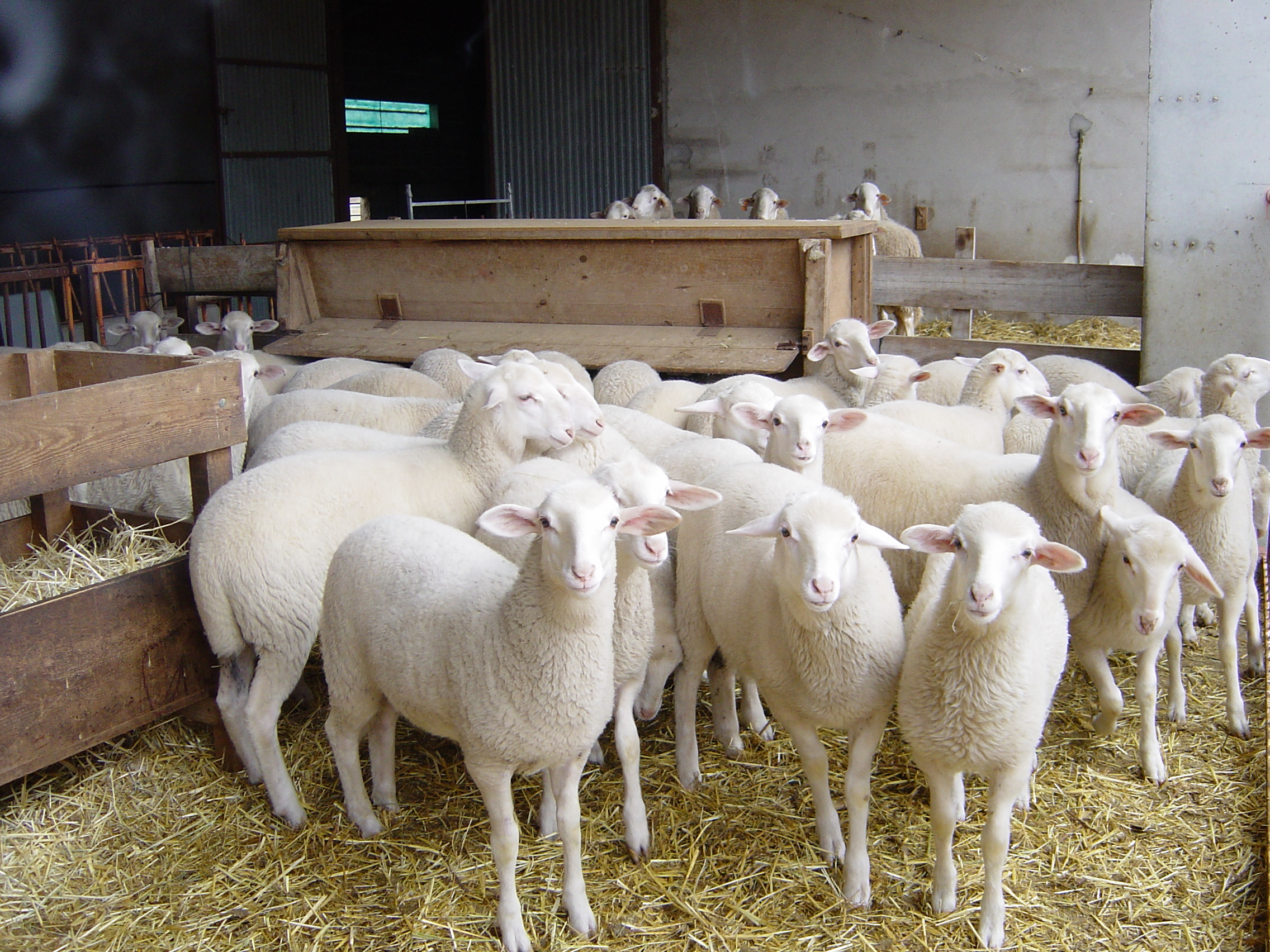
Ramat oví

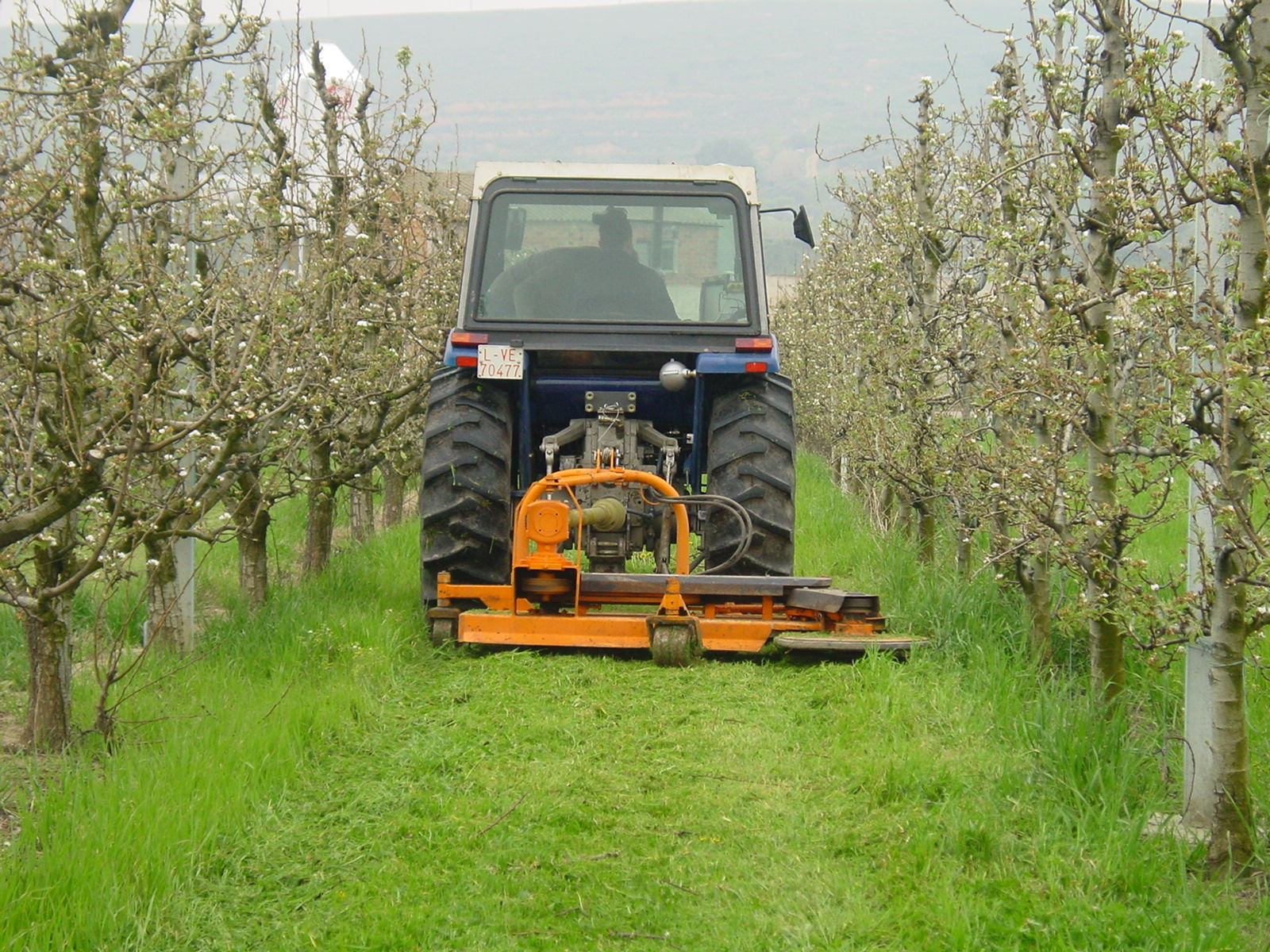
Explotació fructícola

- EA d'Alfarràs: situada a l'horta del poble d'Alfarràs, al nord de la comarca del Segrià, l'escola se centra en la fructicultura i producció agrària ecològica. L'escola imparteix el CFGM de Producció Agroecològica i el CFGS de Paisatgisme i Medi Rural.
- EA d'Amposta: situada a la ciutat d'Amposta, capital del Montsià, té una intensa activitat agrícola en conreus d'horta, citricultura, olivicultura i arròs. Especialitzada en jardineria, conreus d'horta, a més dels recursos naturals, l'escola imparteix els cicles formatius de CFGM Jardineria i Floristeria, CFGS Gestió i Organització d'Empreses Agropecuàries i CFGS Gestió Forestal i Medi Natural.
- EA de les Borges Blanques: situada als afores de les Borges Blanques, l'escola està especialitzada en la fruita seca, l'olivicultura, els conreus extensius i en general a l'acompanyament de les transformacions lligades al canal Segarra-Garrigues. Imparteix el CFGM de Producció Agropecuària, orientació agrícola.
- EA de l'Empordà: situada a Monells, a la comarca del Baix Empordà, l'escola ofereix, en col·laboració amb el centre de tecnologia dels aliments de l'IRTA, el CFGS Processos i Qualitat en la Indústria Alimentària.
- EA de Gandesa: situada a Gandesa, l'escola està especialitzada en la producció de vins i olis de la comarca. La formació reglada que ofereix és el CFGM d'Olis d'Oliva i Vins.
- EA de Manresa: situada a la ciutat de Manresa, el centre està especialitzat en els ensenyaments de producció agrària ecològica i energies renovables. Imparteixen el CFGM de Producció Agroecològica.
- EA de Mas Bové: situada a Constantí, a prop de Reus, la seva activitat principal se centra en la Formació Agrària a Distància (FAD).
- EA del Pallars: situada a la conca de Tremp, Pallars Jussà, aquesta escola està enfocada a la diversificació rural. El cicle formatiu que ofereix és de CFGM Conducció d'Activitats Físicoesportives en el Medi Natural.
- EA del Pirineu: Es troba a les Colomines, al poble de Bellestar al municipi de Montferrer i Castellbò, Alt Urgell.[3] Al juny del 2011 es va aprovar el trasllat de l'escola eqüestre de l'Hospitalet de Llobregat a l'ECA del Pirineu.[4] S'hi han impartit cursos d'atenció al client al turisme rural,[5] i s'hi realitzen cursos de formatgeria bàscia i artesanal.[6]
- EA del Solsonès: situada al municipi d'Olius, a la comarca del Solsonès, l'especialització d'aquesta escola és l'aprofitament dels recursos naturals de l'entorn i la gestió de l'empresa agrària. Els cicles formatius que imparteixen són el CFGS Gestió Forestal i Medi Natural, i el CFGS Gestió i Organització d'Empreses Agropecuàries.
- EA Forestal de Santa Coloma de Farners: situada al peu de les Guilleries, a la comarca de la Selva, la seva activitat se centra en la jardineria, l'aprofitament forestal i la conservació del medi natural. Imparteixen el cicle de CFGM Jardineria i Floristeria i de CFGS Gestió Forestal i Medi Natural.
- EA de Tàrrega: situada a Tàrrega,[7] capital de l'Urgell, l'escola està especialitzada en la formació ambiental i la formació i transferència tecnològica del reg. El cicle que imparteixen és CFGM de Tècnic en producció agropecuària (modalitat semipresencial).
- EA de Vallfogona de Balaguer: situada a la comarca de la Noguera, la seva activitat se centra en la producció ramadera, oferint el cicle formatiu de CFGM Producció Agropecuària, orientació ramadera.
- EA de Viticultura i Enologia Mercè Rossell i Domènech: situada a Sant Sadurní d'Anoia, l'escola està especialitzada en la producció de vi. Els cicles formatius que imparteixen són Tècnic Superior en Vitivinicultura, Tècnic Superior en Gestió Comercial i Màrqueting, i Tècnic en Oli d'Oliva i Vins.

## Formació pels joves que s'incorporen al sector agrari
Des de 2007, el DARP ha implementat un nou model de professionalització on els joves són la peça clau. Per tal que els joves s'incorporin a l'activitat agroalimentària amb garantia d'èxit, cal que aquests joves puguin adquirir la formació necessària que els permetrà avaluar la viabilitat del seu projecte i desenvolupar-lo.
Els joves que s'incorporen han de seguir un itinerari formatiu personalitzat, en funció del projecte al qual es vol incorporar. En aquest itinerari formatiu es valora la formació que necessita el jove i es té en compte la formació ja realitzada i els coneixements adquirits. D'aquesta manera, es determina quina és la formació mínima que haurà de fer durant els dos anys següents a la concessió de l'ajut d'incorporació.
L'itinerari formatiu contempla tres àmbits: 
- Formació en gestió empresarial: el nivell a assolir serà l'equivalent als continguts de l'àrea empresarial dels cicles formatius de la família agrària.
- Formació tecnològica adequada al seu projecte d'incorporació (mínim 220 hores): el nivell a assolir serà l'equivalent als continguts de les diferents unitats formatives de l'àrea tecnològica dels cicles formatius de grau mitjà de la família agrària que tinguin relació amb el projecte del jove agricultor.
- Formació exigible del DARP: inclou tota la formació obligatòria per a l'explotació a la qual es vulgui incorporar i que es podrà convalidar com a part de la formació tecnològica.